# Tea Banh
Đây là tên người Campuchia, họ viết trước, tên viết sau: họ là Tea. Tuy vậy, tên người Campuchia hiện đại theo kí tự Latin thường được viết theo thứ tự Tây phương (tên trước họ sau). Ngoài ra, tên còn có thể kèm các danh hiệu tôn xưng phía trước.
Tea Banh (tiếng Khmer: ទៀ បាញ់) tên khai sinh là Tea Sangvan, Sangvan Hin-kling; sinh ngày 5 tháng 11 năm 1945 tại tỉnh Koh Kong, Campuchia; cựu Phó Thủ tướng kiêm Bộ trưởng Bộ Quốc phòng Campuchia, hàm Đại tướng Quân đội Hoàng gia Campuchia. Ông là thành viên của Đảng Nhân dân Campuchia, Hạ nghị sĩ đại diện cho tỉnh Siem Reap trong Quốc hội Campuchia.
Cha ông là Tea Toek, người gốc Thái nhưng sinh ra ở Trung Quốc; mẹ là Nou Pengchenda, người ở tỉnh Koh Kong. Em trai của ông là Tea Vinh, Đô đốc, Tư lệnh Hải quân Hoàng gia Campuchia.